# Melfese

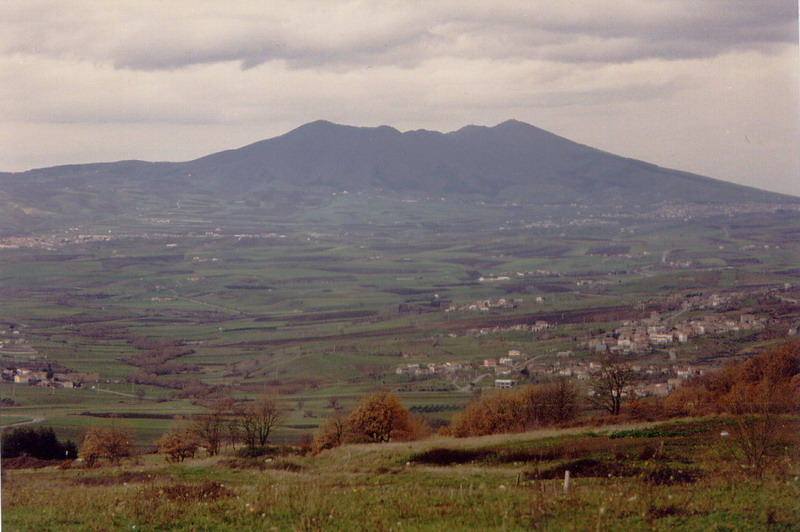
Vulkanen Vulture ligger i området Melfese

Melfese är ett område i den syditalienska regionen Basilicata. Det fanns redan under romersk tid (och uppfattades då som del av samniternas område) men fick sin största betydelse under medeltiden. I området, som är kuperat, bor ungefär 100 000 personer och den icke-aktiva vulkanen Vulture ligger också i området.
I Melfese finns kommunerna Melfi, Lavello, Rionero in Vulture, Venosa, Genzano di Lucania, Palazzo San Gervasio, Rapolla, San Fele, Atella, Filiano, Barile, Forenza, Pescopagano, Montemilone, Maschito, Ripacandida, Banzi, Ruvo del Monte, Rapone och Ginestra.